# Culicoides arboreus
Culicoides arboreus är en tvåvingeart som beskrevs av Gutsevich 1952. Culicoides arboreus ingår i släktet Culicoides och familjen svidknott. Inga underarter finns listade i Catalogue of Life.